# Кнежев камен
Кнежев камен је исклесани камен, део римског стуба, који је стајао на Крнском граду (Корушка, Аустрија) у Госпосветском пољу. На њему су у средњом веку крунисали карантанске кнезове а касније корушке војводе. Камен је до средине 19. века стајао на оригиналном месту а касније је пренесен у Корушки државни музеј у Клагенфурту. Од тамо је 2005. на инцијативу Јерга Хајдера пренесен у палату корушке регионалне владе а касније у салу регионалне скупштине.
Историјско право на кнежев камен полажу Словенци као и Аустријанци и предмет је спора. Данас је Кнежев камен овековечен на словеначком евро новчићу од 2 цента.